# Dongjumervaart
De Dongjumervaart (Fries en officieel: Doanjumer Feart) is een kanaal in de gemeente Waadhoeke in het noordwesten van de provincie Friesland (Nederland).
De Dongjumervaart begint bij de Noordergracht in de stad Franeker en loopt in noordelijke richting. Het kanaal kruist de Burgemeester J. Dijkstraweg en de A31. Ten oosten van het dorp Dongjum kruist het de Riedsterweg. Ten westen van het dorp Boer splitst de drie kilometer lange Dongjumervaart zich in de Ried en de Tzummarumervaart. Het kanaal maakt deel uit van de route van de Elfstedentocht.

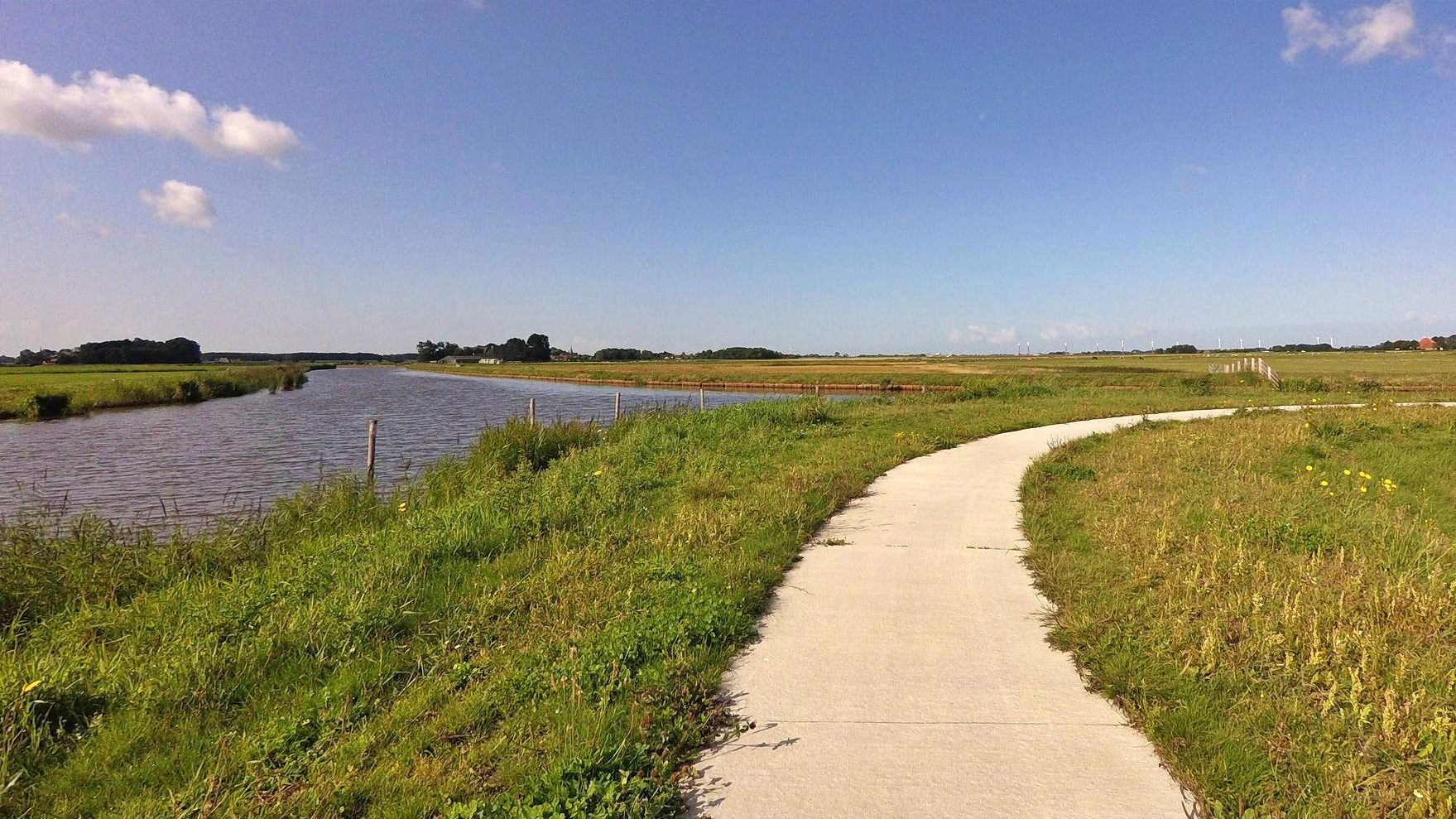
De Dongjumervaart (boven), De Rie (linksonder) en de Tzummarumervaart (rechts)
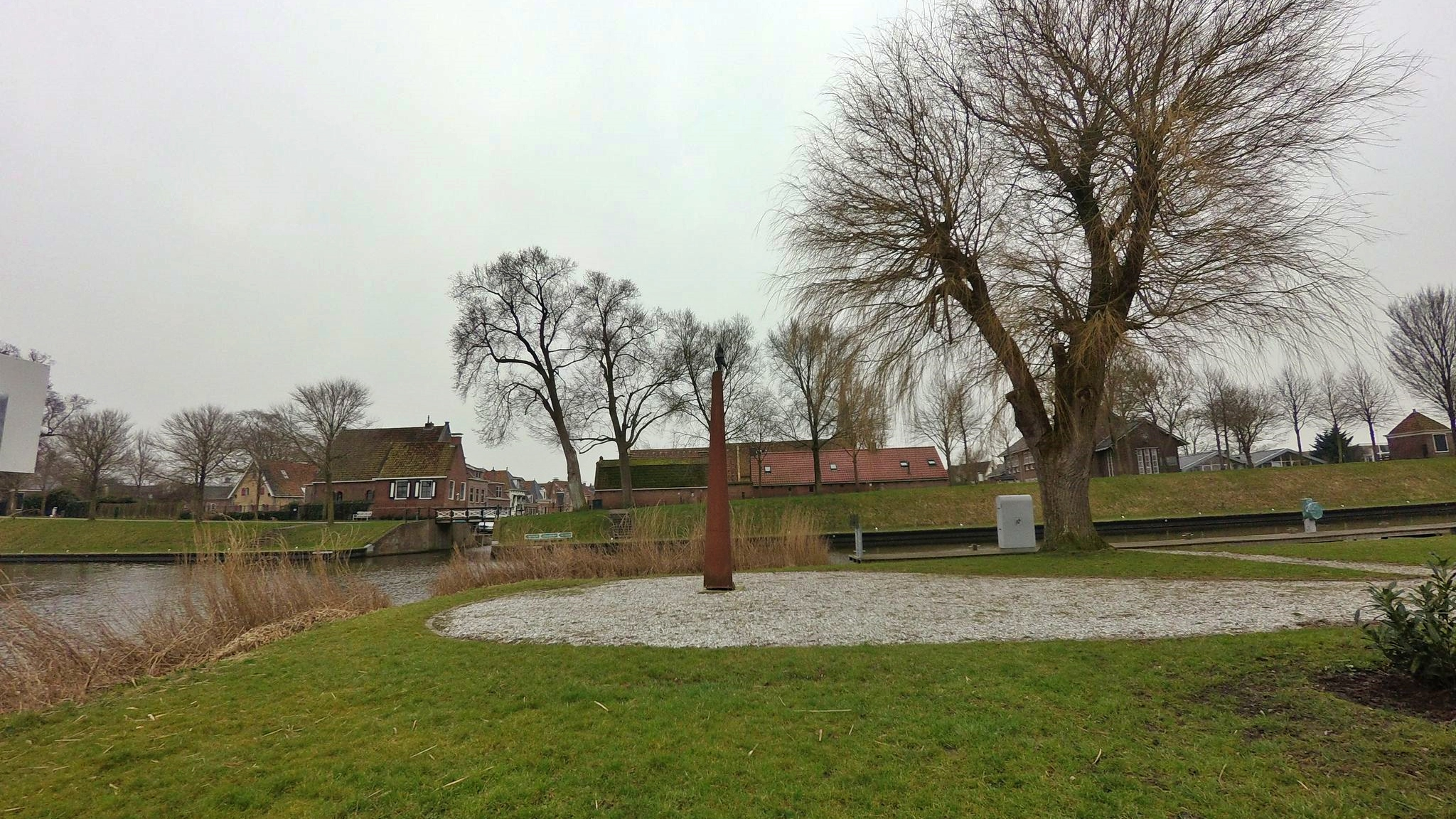
Dongjumervaart (linksonder) en Noordergracht. Het beeld Aukje op de hoek, Franeker

Zwette · Stadsgracht (Sneek) · Geeuw · Wijddraai · Wijde Wijmerts · Nauwe Wijmerts · Noorder Ee · Ee (Woudsend) · Slotermeer · Slotergat · Slotermeer · Luts · Van Swinderenvaart · Spookhoekstervaart · Rijstervaart · Oud-Karre · Johan Frisokanaal · Morra · Johan Frisokanaal · Noorderdijkvaart · Het Wijd · De Gronzen · Indijk · Zijlroede (Hindeloopen) · Oude Oostervaart · Dijkvaart · Horsa · Burevaart · Diepe Dolte · Workumertrekvaart · Het Kruiswater · Stadsgracht (Bolsward) · Witmarsumervaart · Harlingervaart · Bolswardervaart · Zuidoostersingel · Noordoostersingel · Noordergracht (Harlingen) · Van Harinxmakanaal · Sexbierumervaart · Noordergracht (Franeker) · Dongjumervaart · Ried · Berlikumerwijd · Moddergat · Wierzijlsterrak · Blikvaart · Zuidhoekstervaart · Ouwe Rij · Leistervaart · Finkumervaart · Dokkumer Ee · Het Kleindiep · Dokkumer Ee · Oudkerkstervaart · Murk · Ouddeel · Bonkevaart (finish)